# Oh! (canção)
"Oh!" é uma canção de Oh!, o segundo álbum de estúdio de Girls' Generation. O single foi lançado digitalmente em 25 de janeiro de 2010 e tornou-se uma canção de enorme sucesso na Coreia do Sul. O grupo usou o conceito de cheerleader para as atividades promocionais da música.
Kenzie, um compositor que previamente já havia composto o single de estreia do grupo, "Into the New World", também foi o responsável pela composição de "Oh!".
O site musical Monkey3 declarou que "Oh!" como a Melhor Canção de 2010.

## Lançamento
"Oh!" foi lançado em sites de músicas digitais em 25 de janeiro de 2010. A canção rapidamente alcançou o topo de diversas paradas musicais digitais em 10 minutos de lançamento. Além disso, a canção alcançou o primeiro lugar na Gaon Music Chart

## Vídeo musical
A coreógrafa é Rino Nakasone.
Um vídeo teaser foi lançado em diversos sites em 23 de janeiro de 2010, fazendo com que pelo menos um deles – Naver – ficasse indisponível pelo elevado número de acessos. O vídeo completo foi lançado em 27 de janeiro de 2010.
O vídeo musical oficial de "Oh!" ganhou enorme popularidade no YouTube, com mais de 40 milhões de visualizações em agosto de 2011.
As meninas usam números específicos no vídeo musical; cada número foi escolhido pessoalmente pelas integrantes. No vídeo, as garotas apresentam-se como cheerleaders de uma equipe de futebol americano. Na metade do vídeo, Sooyoung atira um capacete de futebol americano, fazendo com que o monitor de computador estragasse (foi o principal destaque de seu vídeo de enredo de "Run Devil Run" porque quando o capacete atinge o monitor, faz com que as "Black SoShi" surgissem a partir do monitor).

## Promoção
A canção foi apresentada pela primeira vez ao vivo em 30 de janeiro de 2010 no programa Show! Music Core da MBC, como parte de sua volta aos palcos. No entanto, houve um erro técnico na transmissão da MBC, com alguns segundos fora do ar, perto do final da apresentação; a rede de TV foi posteriormente inundada com queixas. O incidente recebeu uma paródia no YouTube, misturando clipes do drama coreano Iris, recebendo atenção dos internautas coreanos.
O grupo seguiu com sua segunda apresentação no The Music Trend no dia seguinte.
Em sua primeira volta ao Music Bank, as garotas do Girls' Generation venceram o "K-Chart!", superando CN Blue e 2AM enquanto que ao mesmo tempo, quebraram o recorde de maior número de pontos na parada com 23.077 pontos.

## Prêmios
- Yahoo! Asian Buzz Awards: Top Buzz Music Video (Oh!)[14]
- 25º Golden Disk Awards: Disk Bonsang (Oh!)[15]
- 25º Golden Disk Awards: Disk Daesang Award (Oh!)[15]
- 2010 KBS Music Festival: Canção do Ano

## Desempenho nas paradas
A canção alcançou o primeiro lugar em diversas paradas musicais, incluindo Music Bank e The Music Trend. A música também alcançou a quarta posição na Gaon Chart Top 10 Digital Songs of the Year, além de ser a segunda em vendas no ano.

### Precessão e sucessão nas paradas
| Precedido por "Can't Let You Go Even If I Die" (coreano: 죽어도 못 보내) por 2AM | Single número um da semana na Gaon Chart 6 de fevereiro de 2010 – 13 de março de 2010 | Sucedido por "Run Devil Run" por Girls' Generation |
| Precedido por "Can't Let You Go Even If I Die" (coreano: 죽어도 못 보내) por 2AM | Single número um do mês na Gaon Chart Fevereiro de 2010                               | Sucedido por "Run Devil Run" por Girls' Generation |